# Теория на числата
Класическата теория на числата е клон на математиката който изследва свойствата на целите числа. От сравнително по-скоро теорията на числата се занимава с по-широк клас проблеми, които естествено възникват при изучаването на целите числа. Тя се разделя на няколко подобласти, в зависимост от методите които се използват и типовете въпроси които се разглеждат.
Терминът „аритметика“ се използва понякога като синоним на „теория на числата“. Това е сравнително старо значение и понастоящем не е много популярно. Теорията на числата се е наричала висша аритметика, но този термин също е отпаднал от употреба. Въпреки това все още участва в някои наименования (аритметична функция, аритметика на елиптичните криви, основна теорема на аритметиката). Това значение на термина аритметика не трябва да се бърка с елементарната аритметика.

## Области

### Елементарна теория на числата
В елементарната теория на числата, целите числа се изучават без да се използват методи от други области на математиката. Тя се занимава с въпроси като делимост, използване на алгоритъма на Евклид за намиране на най-голям общ делител, разлагане на целите числа като произведение на прости, изследване на съвършените числа, сравнения и други. Някои от важните открития в тази област включват: малката теорема на Ферма, теоремата на Ойлер, китайската теорема за остатъците и закона за квадратичната реципрочност. Изучаване на свойствата на мултипликативните функции като например функцията на Мьобиус и функцията на Ойлер, целочислени редици, функцията факториел и числата на Фибоначи също попадат в тази област.
Много теоретико-числови проблеми могат да се изкажат с термини от елементарната теория на числата но въпреки това изискват много по-дълбоки изследвания и методи от други области на математиката. Например:
- хипотезата на Голдбах, която твърди, че всяко четно число по-голямо от 2 може да се изрази като сума на две прости.

- Хипотезата за простите числа близнаци, която твърди, че има безброй много двойки прости числа с разлика 2, като 3 и 5 или 11 и 13.

- Голямата теорема на Ферма (която е изказана през 1637, но е доказана чак през 1994) която твърди, че уравнението {\displaystyle x^{n}+y^{n}=z^{n}} няма решение в цели числа за n по-голямо от 2.

Теорията на диофантовите уравнения е доказано неразрешима (виж Хилбертови проблеми).

### Аналитична теория на числата
Аналитичната теория на числата използва средствата на диференциалното и интегрално смятане и комплексния анализ, за да отговаря на въпроси за целите числа. Законът за разпределение на простите числа и свързаната с него хипотеза на Риман са области от аналитичната теория на числата. Други проблеми включват: проблемът на Уоринг (касаещ представянето на дадено цяло число като сума на квадрати, кубове и т.н.), хипотезата за простите числа близнаци и хипотезата на Голдбах. Доказателствата, че π и e са трансцендентни, също принадлежат на аналитичната теория на числата. Въпреки че твърденията за трансцендентните числа на пръв поглед нямат много общо с изучаването на целите числа, те всъщност изучават възможните стойности на полиноми с цели коефициенти пресметнати например в числото e. Те също са свързани с теорията на диофантовите приближения, която изучава колко добре дадено реално число може да се приближи с рационално число.

### Алгебрична теория на числата
В алгебричната теория на числата, понятието число е разширено до алгебричните числа които са корени на полиноми с рационални коефициенти. Те съдържат елементи аналогични на целите числа, така наречените цели алгебрични числа. При тях познатите свойства на целите (например еднозначно разлагане на прости множители) невинаги се запазват.
Много теоретико-числови въпроси могат най-добре да се атакуват като се разгледат по модул p за всяко просто p (вижте крайно поле). Това се нарича локализация и води до конструкцията на p-адичните числа. Те се изучават в област от математиката наречена локален анализ, която произлиза от алгебричната теория на числата.

## История

### Древна Гърция
Теорията на числата е популярна тема за древногръцките математици от късната Елинистична епоха. През 3 век в Александрия те вече изследват някои специални случаи на диофантовите уравнения, които по-късно получават името си от това на александриеца Диофант. Той прави и опити за намиране на целочислени решения на линейни неопределени уравнения, като например {\displaystyle x+y=5}. Диофант открива, че много неопределени уравнения могат да бъдат сведени до форма, за която определена категория от решения е известна, въпреки че дадено конкретно решение не е.

### Индия
Диофантовите уравнения са подробно изследвани в Индия в средата на първото хилядолетие. Там са създадени първите систематични методи за определяне на цели корени на диофантовите уравнения. През 499 година в своето съчинение „Ариабхатия“ Ариабхата прави първото явно описание на общо целочислено решение на линейното диофантово уравнение {\displaystyle ay+bx=c}. Методът му, смятан за неговия най-значим принос към чистата математика, се основава на използването на верижни дроби, и Ариабхата го използва за решаване на системи от линейни диофантови уравнения, намиращи приложение в астрономията.
През 628 година Брахмагупта използва метода чакравала за решаване на квадратни диофантови уравнения, включително варианти на уравнението на Пел, като {\displaystyle 61x^{2}+1=y^{2}}. Неговите работи са преведени на арабски през 773 година и на латински през 1126 година, оказвайки влияние върху ислямската и западната теория на числата. През 1150 година Бхаскара II прилага модифицирана форма на метода чакравала и стига до общо решение на уравнението на Пел. Подобно решение е открито повторно в Европа едва през 18 век.

### Ранна съвременна история
Теорията на числата се възражда през шестнадесети и седемнадесети век в Европа, с Франсоа Виет, Bachet de Meziriac, и особено Ферма, чийто метод на безкрайното спускане е първата обща идея за решаване на диофантови уравнения. Основни приноси през осемнадесети век правят Ойлер и Лагранж.

### Начало на систематична теория
Около началото на деветнадесети век книги на Льожандър (1798), и Гаус излагат първите систематични теории. Може да се каже, че книгата на Гаус Disquisitiones Arithmeticae (1801) поставя началото на модерната теория на числата.
Гаус пръв формулира теорията на сравненията. Той въвежда означението
{\displaystyle a\equiv b{\pmod {c}},}
и изследва по-голямата част от тази област. През 1847 Чебишев публикува труд на руски език.
Освен обобщаване на предишни резултати, Льожандър излага законът за квадратичната реципрочност. Този закон, първоначално формулиран от Ойлер е за пръв път доказан в книгата на Льожандър Théorie des Nombres (1798) за някои частни случаи. Независимо от тях Гаус открива закона през 1795, и е първият който дава общо доказателство. Към предмета също допринасят: Коши, Дирихле, Якоби, който въвежда символа на Якоби; Лиувил, Айзенщайн, Кумер, и Кронекер. Теорията се разширява и включва кубична и биквадратична реципрочност.
На Гаус дължим и представянето на числата като квадратични форми.

### Теория на простите числа
Плодотворна тема в теорията на числата е изучаването на разпределението на простите числа. Още като тийнейджър, Гаус формулира хипотеза относно броят на простите числа, които не надвишават дадено число (виж Закон за разпределение на простите числа).
Чебишев (1850) дава полезни ограничения отгоре и отдолу на същия брой. Риман пръв използва комплексен анализ в изследването на дзета функцията на Риман. Това води до намирането на връзка между нулите на дзета функцията и разпределението на простите числа, което в крайна сметка дава доказателство на закона за разпределение на простите числа, намерено едновременно от Адаманд и Вале-Пусен през 1896. По-късно, през 1969 Пал Ердьош и Атле Селберг дават елементарно доказателство на теоремата. Тук елементарно означава че не се използват техники от комплексния анализ, доказателството обаче, е доста трудно. Хипотезата на Риман, би ни дала много по-точна информация по въпроса, но все още не е известно дали тя е вярна.